# 佛教明珠學校
佛教明珠學校（英語：Buddhist Bright Pearl Primary School）是一所已停辦的學校。原校舍位於香港沙田秦石邨豐石街3號。

## 簡介
此校於1984年創立，是香港佛教聯合會屬下的津貼全日制小學；開辦經費由明珠佛學社捐出，故學校以該社名字命名。學校的辦學宗旨是秉承佛陀慈悲度世精神，培養學生德性，啟發學生智慧，務求品學兼優、五育並重。同區宣道會鄭榮之中學在永久校舍落成前，曾借用此校校舍開辦中一班別。
此校早年曾與同系佛教覺光法師中學及佛教黃允畋中學結為聯繫學校，其後在2005年與後者升格為「一條龍學校」。

### 殺校
2006年3月，佛教明珠學校因收生不足而被教育統籌局勒令，自2006至2007學年起，停止開辦小一班級，最快三年後停辦。然而，由於學校的教學大樓才剛於1月7日揭幕，建築費用高達3,000萬元，設施達到「千禧校舍」水平。後來，校方向教統局申請「特別視學」（上訴），如學校的整體表現達良好水平，局方便會容許學校重新參加2007學年的「小一入學統籌辦法」。
教育統籌局質素保證分部於2006年5月16日至19日及22日到校作特別視學。結果，視學報告指出，學校在多方面的表現都未達良好水平；其中，學生在英文科的表現欠理想，只有約半數考獲及格或以上成績。學校最終於2009年關閉。
校舍於2014年起由天主教郭得勝中學及沙田循道衛理中學共同租用。

## 歷任校長
- 黃家樹先生（1984年-1994年，上午校創校校長）（由道慈佛社楊正培學校下午校轉任；2019年離世）[5]
- 區勵平先生（下午校校長）[6]
- 吳漢權先生（1994年-2001年）
- 杜家慶先生（2001年-2005年）（轉任佛教榮茵學校校長直至2021年退休）
- 容佩琼女士（2005年-2007年）（轉任佛教黃焯菴小學校長直至2013年退休）
- 許少龍先生（2007年-2009年，末任校長）（現任聖公會油塘基顯小學課程發展主任）

## 外部連結
- 佛教明珠學校圖片 - 明珠佛學社 （页面存档备份，存于）